# (9166) 1987 SC6
(9166) 1987 SC6 est un astéroïde de la ceinture principale découvert en 1987.

## Description
(9166) 1987 SC6 a été découvert le 21 septembre 1987 à l'observatoire Kleť, en République tchèque, en Bohême-du-Sud, par Zdeňka Vávrová.

### Caractéristiques orbitales
L'orbite de cet astéroïde est caractérisée par un demi-grand axe de 3,17 UA, un périhélie de 2,62 UA, une excentricité de 0,17 et une inclinaison de 1,17° par rapport à l'écliptique. Du fait de ces caractéristiques, à savoir un demi-grand axe compris entre 2 et 3,2 UA et un périhélie supérieur à 1,666 UA, il est classé, selon la JPL Small-Body Database, comme objet de la ceinture principale.

### Caractéristiques physiques
(9166) 1987 SC6 a une magnitude absolue (H) de 12,7 et un albédo estimé à 0,058.